# Scinax pedromedinae
Scinax pedromedinae és una espècie de granota que es troba a Perú i, possiblement també, a Bolívia i el Brasil.